# Phyllophaga moei
Phyllophaga moei är en skalbaggsart som beskrevs av Saylor 1938. Phyllophaga moei ingår i släktet Phyllophaga och familjen Melolonthidae. Inga underarter finns listade i Catalogue of Life.